# アルバート・ブーラ
アルバート・ブーラ（英語: Albert Bourla、ギリシャ語：ΆλμπερτΜπουρλά 、1961年10月21日 - ）は、ギリシャ人の獣医であり、アメリカの製薬会社ファイザーの会長兼CEOである。彼は1993年にファイザーに入社し、ファイザーの部門全体でいくつかの幹部職を歴任してきた。CEOになる前には、COOを務めていた。
ファイザーとファイザー財団の理事会に加えて、Biotechnology Innovation Organization、Catalyst、Partnership for New York City、Pharmaceutical Research and Manufacturers of Americaの理事を務めている。また、The Business CouncilとBusiness Roundtableのメンバーでもある。ビル・ゲイツなどのビジネスや健康のリーダーと頻繁に関わりを持っている。
ブーラは、動物と薬への初期の愛情に動機付けられており、ファイザーを研究開発とブランド化された特許で保護された処方薬にフォーカスした会社に作り変えたと考えられている。彼はまた、豚の雄臭を根絶するために開発されたワクチンImprovacの開発を助けた人物としても知られている。そして、ファイザーのワクチン部門を再編して、ブドウ球菌、 クロストリジウム・ディフィシル感染症、幼児の病気、Pfizer-BioNTech COVID-19ワクチンの開発に集中させた。医薬品の価格設定に対する政府の干渉には、新薬の開発への支出を妨げると考えているため、反対している。2022年バウアー賞ビジネスリーダーシップ部門受賞。